# Eugenio Arango
Eugenio Arango, auch Totico (* 2. Juni 1934 in Havanna; † 21. Januar 2011 in der Bronx, New York City) war ein aus Kuba stammender Perkussionist und Sänger, der große Popularität in der Rumba-Szene New Yorks genoss.

## Leben und Wirken
Eugenio Arango wuchs in Havannas Viertel Los Sitios auf, arbeitete zunächst als Hafenarbeiter und spielte nebenbei in lokalen Rumba-Lokalen. 1959 verließ er als Matrose die Insel, kam nach Boston und zog sodann nach New York City. 1961 wirkte er bei Max Roachs Album Percussion Bitter Sweet mit sowie bei Aufnahmen des kubanischen Geiger und Flötisten Félix "Pupi" Legarreta (Salsa Nova con Pupi Legarreta, 1963). Ab Ende der 1960er Jahre nahm er unter eigenem Namen Rumba-Musik auf. Als Sänger nahm er 1968 mit Patato Valdés das Verve-Album Patato & Totico auf, bei dem Arsenio Rodríguez und Cachao López mitwirkten. Dieses Album lief erfolgreich in den 1960er und 1970er Jahren in den New Yorker Auftrittsorten der Rumba-Subkultur (Nuyorican generation), wie dem Orchard Beach in der Bronx, dem Marcus Garvey Park in Harlem und im Central Park.
Arango spielte außerdem in verschiedenen Nachtclub-Bands und nahm mit dem puerto-ricanischen Perkussionisten Kako Bastar auf (Kako y Totico). Des Weiteren war er in der afrokubanischen Religionsgemeinde der Santería aktiv und unterrichtete Perkussion, insbesondere die 6/8-Rhythmen des Güiro. 1982 erschien sein Album Totico y sus Rumberos, bei dem der Perkussionist Orlando (Puntilla) Ríos und eine Reihe jüngerer Latin-Musiker mitwirkten. Die Aufnahme enthält auch eine Rumba-Version des Doo-Wop-Hits What’s Your Name von 1962.

## Diskographische Hinweise
- Patato y Totico (Verve, 1967)
- Kako, Totico Y El Trabuco - La Maquina Y El Motor (um 1970)
- Totico y sus Rumberos (Montuno, 1982)
- Sonido Sólido(Top Ten Records, 1995)

## Einzelnachweis
1. 1 2 3  Nachruf von Ben Ratcliff in der New York Times (1. Februar 2011)

| Personendaten    | Personendaten        |
| ---------------- | -------------------- |
| NAME             | Arango, Eugenio      |
| ALTERNATIVNAMEN  | Totico               |
| KURZBESCHREIBUNG | kubanischer Musiker  |
| GEBURTSDATUM     | 2. Juni 1934         |
| GEBURTSORT       | Havanna, Kuba        |
| STERBEDATUM      | 21. Januar 2011      |
| STERBEORT        | Bronx, New York City |